# 内外情勢調査会
一般社団法人内外情勢調査会（ないがいじょうせいちょうさかい）は、日本の社団法人のひとつ。元内閣府所管の社団法人であったが、公益法人制度改革に伴い、2012年4月1日、一般社団法人へ移行。

## 概要
時事通信社の関連団体として設立。国内外の情報の収集・調査・分析を行い、国民の知識向上と理解増進を目的にした法人である。政財界・官庁などの首脳、自治体首長、海外の駐日大使やあらゆる分野の著名な専門家による講演会を実施するのが主な活動となっている。講演会には、全国懇談会と、支部ごとに開催される支部懇談会とがある。
理事には、内閣情報調査室への出向経験がある元警察官僚、元外務官僚、元大蔵官僚が名を連ねている。
- 所在：東京都中央区銀座5-15-8 時事通信ビル内
- 設立：1955年2月4日設立許可
- 会長：大室真生 （時事通信社 代表取締役社長）
- 支部数：151本支部
- 社員: 50名 （令和元年6月26日現在）